# Српско Подунавље
Српско Подунавље је подручје уз Дунав, лоцирано у Србији. Простире се од северозапада, од границе Србије и Хрватске, протиче крз веће градове: Бачку Паланку, Нови Сад, Београд и Смедерево. Све веће реке Србије припадају Црноморском сливу, Тиса, Сава, Велика Морава и Дрина и све оне се у Црно море уливају преко Дунава.
Дунав је после Волге највећа река Европе, и има огроман саобраћајни, трговински, туристички и свеукупни привредни, као и геополитички значај за све подунавске земље. Од укупне дужине реке Дунав од 2860 км, на српски део Дунава отпада чак 589 км, што је око петине дужине ове реке и то у њеном средњем и делу доњег тока, где је Дунав посебно широк, богат водом из бројних притока, регулисан за пловидбу и већих, па и поморских бродова и пловних објеката.
Подунавље Србије представља водећи привредно и најгушће насељени део земље, где су практично посебно развијене све гране привреде, од примарног сектора (пољопривреде), секундарног (индустрије и рударства), преко терцијалног (саобраћај, трговина, туризам, образовање). Дунав представља осовину развоја, посебно у правцу развоја саобраћаја, трговине и туризма, а ове области су (сем најисточније Карпатске области Подунавља Србије) углавном равничарске, са доминантим педолошким покривачем чернозема, иначе најквалитетнијег облика земље за обраду на свету, што све изузетно погодује и развоју пољопривреде, нарочито у Војводини, Београдској регији, Стигу и делу Великог Поморавља који припада географски српском Подунављу. У великим градовима уз Подунавље развијена је посебно индустрија, (као и образовање), смештајни капацитети, културне знаменитости за развој туризма и др. На српском делу Дунава се налазе хидроелектране Ђердап (I и II), једна од највећих и најзначајнијих у Европи.
Подунавље Србије има изузетне предиспозиције за развој туризма, и то свих његових облика, историјског, конгресног, спортско-рекреативног, наутичког, везаног за лов и риболов и др. Солидне саобраћајнице, развијени привредни центри, природне лепоте, релативна еколошка назагађеност, етно-историјски мотиви, бање, представљају добар основ за даљи развој туризма.